# Хроніка одного літа
«Хроніка одного літа» (рос. «Хроника одного лета») — радянський трисерійний телефільм 1984 року, знятий режисером Марком Орловим на ТО «Екран».

## Сюжет
Голова райвиконкому Володимир Іванович Колесников по-господарськи принципово вирішує важливі питання. Серед них — доцільність будівництва в районі великого молочного комбінату, рішуча боротьба зі зловживаннями у системі торгівлі.

## У ролях
- Володимир Андрєєв — Володимир Іванович Колесников, голова райвиконкому
- Сергій Яковлєв — Павло Степанович, секретар райкому
- Наталія Фатєєва — Ніна Василівна, голова ради Районного агропромислового об'єднання (РАПО)
- Людмила Хітяєва — Любов Миколаївна, завідувачка ферми, мати Валентини
- Лариса Лужина — Тамара Колесникова, дружина Володимира Івановича
- Євген Буренков — Платон Герасимович Бондаренко, голова колгоспу «Іскра»
- Юрій Сорокін — Ілля Захарович Кудрявцев, голова колгоспу «Борець»
- Микола Мерзлікін — Семен, брат Володимира Колесникова
- Альфія Хуснулінова — Валентина, дружина Євгена Колесникова
- Олександр Тимошкін — Євген Володимирович Колесников, син Володимира Івановича
- Данило Нетребін — Георгій Корнійович Рибаков, голова «Сільгосптехніки»
- Геннадій Косюков — Борис Миколайович, заступник
- Віктор Філіппов — Геннадій Михайлович Філатов, голова «Райспоживспілки»
- Анатолій Соловйов — Анатолій Олексійович Назаров, завідувач магазину «Хозтовари»
- Валеріан Виноградов — Валентин Сергійович, майор міліції
- Геннадій Юхтін — Петро Тихонович, головний редактор газети
- Бруно Ляуш — Олексій Миколайович Тишков, директор консервного заводу
- Олег Хроменков — Гнат Олексійович, батько Валентини
- В'ячеслав Климов — парторг
- Аркадій Іванов — агроном
- Олена Кононенко — Юхимівна, мати Володимира Івановича Колесникова
- Микола Волков — Іван Колесников, батько Володимира Івановича
- Наталія Громова — Таня, секретарка
- Ірина Стерлядкіна — Інна Віталіївна
- Надія Ровніна — покупчиня сиру зі скаргою на розбавлену сметану
- Станіслав Молганов — Іван Олексійович, директор заводу згущеного молока
- Ігор Бєзяєв — Віталій Григорович
- Олександра Дорохіна — Марина, дружина Семена
- Лариса Блінова — Анастасія, продавчиня у магазині колгоспу «Іскра»
- Олег Абрамов — Олег Борисович, юрист
- Юрій Волков — Кіндрат Петрович, перший секретар обкому
- Валерій Анісімов — учасник наради
- Людмила Крашенинникова — учасниця наради

## Знімальна група
- Режисер — Марк Орлов
- Сценарист — Віктор Богатирьов
- Оператор — Юрій Журавльов
- Композитор — Євген Дога
- Художник — Юрій Углов